# Marsvinsholms skulpturpark

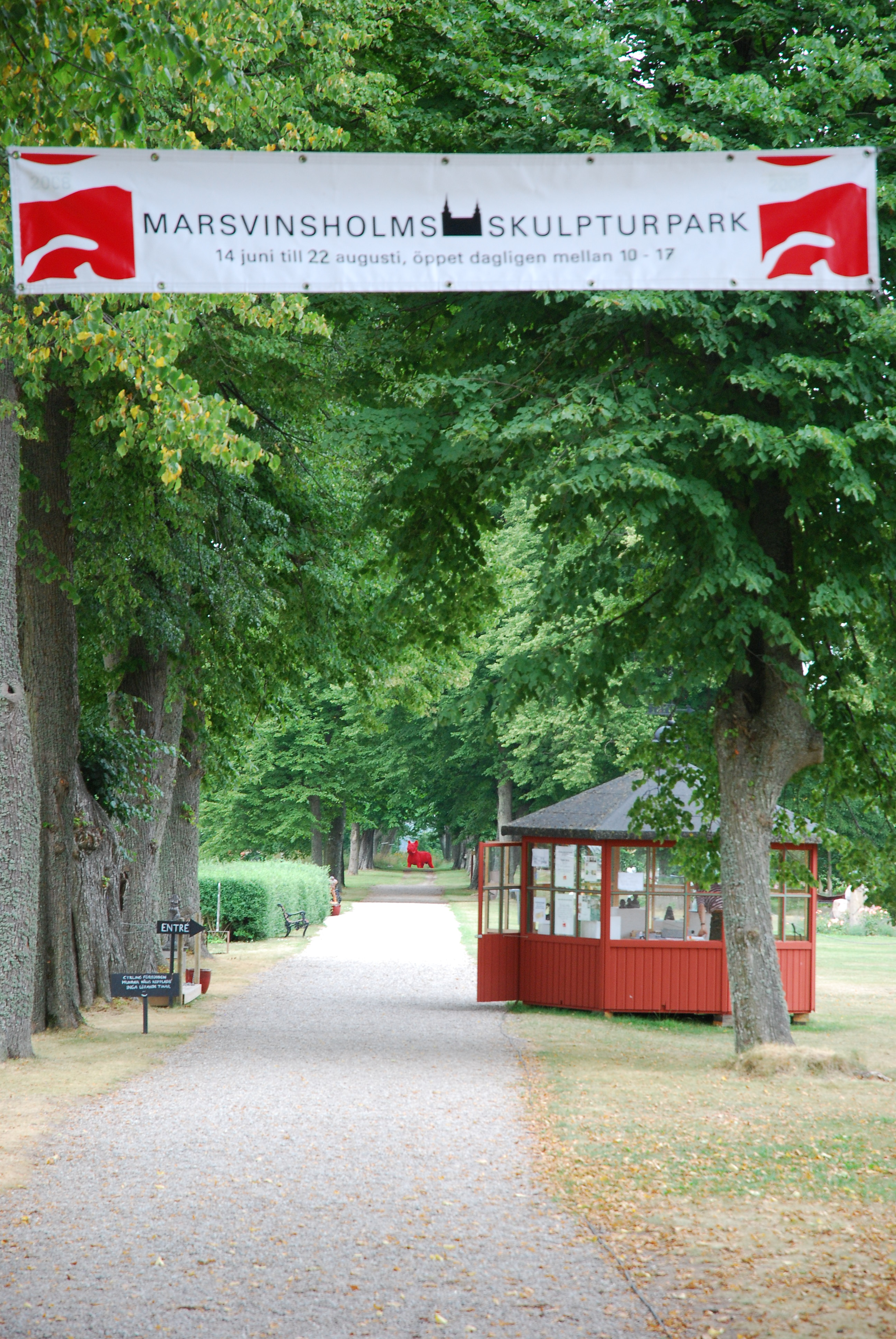
Ingången till Marsvinsholms skulpturpark. I fonden skymtar William Sweetloves röda Big Cloned French Bulldog i röd glasfiber

Marsvinsholms skulpturpark var en sommaröppen skulpturutställning i Marsvinsholms slottspark.
Utställningar anordnades under åren 2007-2015, med nya skulpturer varje sommar. Bland utställarna 2010 märktes Peter Mandl, Thomas Qvarsebo, Åsa Herrgård, Agneta Stening, Anita Brusewitz-Hansson, Jakob Fogelquist, Alexius Huber, Annika Heed och Richard Brixel.
År 2015 avslutade Marsvinsholms gård samarbetet med föreningen för att bedriva annan verksamhet i slottsparken.
Skulpturparksprojektet drevs av den lokala Föreningen Marsvinsholms skulpturpark, en ideell förening. Initiativtagare och utställningskommissarier har varit konstnärerna Klas Sundkvist och Susanne Olsson-Durlind.